# Кусулос, Иоаннис
Иоаннис Кусулос (греч. Ιωάννης Κούσουλος; 14 июня 1996, Лимасол, Кипр) — кипрский футболист, защитник клуба «Омония» (Никосия) и сборной Кипра.

## Биография

### Клубная карьера
В чемпионате Кипра дебютировал в составе «Неа Саламина» в декабре 2013 года, выйдя на замену в конце матча с «Алки». В первом сезоне защитник провёл 15 матчей за клуб из Фамагусты. 16 мая 2015 года он отметился первым забитым мячом.
Летом 2018 Иоаннис перешёл в «Омонию» из Никосии. Первый матч за новый клуб он сыграл 25 августа.

### Карьера в сборной
Кусулос в составе юношеской сборной Кипра (до 19 лет) принимал участие во встречах элитного раунда квалификации к Чемпионату Европы 2014, а также квалификационного раунда отбора к Чемпионату Европы 2015.
Принимал участие в матчах отборочного турнира к молодёжному чемпионату Европы 2017 и 2019.
В марте 2018 года был вызван в основную сборную Кипра. Дебютировал в национальной команде 23 марта, выйдя в стартовом составе против сборной Черногории. 21 марта 2019 года отметился первым забитым мячом в ворота сборной Сан-Марино в рамках отбора на Евро-2020.